# NGC 6724
NGC 6724 – grupa gwiazd znajdująca się w gwiazdozbiorze Orła, prawdopodobnie gromada otwarta. Odkrył ją John Herschel 5 września 1828 roku. Znajduje się w odległości ok. 3600 lat świetlnych od Słońca oraz 25,2 tys. lat świetlnych od centrum Galaktyki.